# Berro (Navarra)
Berro es un barrio de la localidad española de Elizondo en la Comunidad Foral de Navarra y el municipio de Baztán. Está situado en la Merindad de Pamplona y a 52,7 km de la capital de la comunidad, Pamplona. Su población en 2017 fue de 56 habitantes (INE).

## Demografía
La población de Berro ha ido decreciendo progresivamente desde principios del sigo XX. Tenía en 1900 94 habitantes, en 1910: 72, en 1920: 73, en 1930: 88, en 1940: 79, en 1950: 79, en 1960: 67, en 1970: 58 y en 1981: 42. A continuación se muestra la evolución de su población en los últimos años.
| Gráfica de evolución demográfica de Berro entre 2000 y 2013 |
|                                                             |
| Datos según el nomenclátor publicado por el INE.            |